# Rachel Sibner
Rachel Sibner (Los Angeles, 7 febbraio 1991) è un'attrice statunitense, conosciuta per il ruolo di Liza Zemo ricoperto nella serie televisiva Ned - Scuola di sopravvivenza. Ha esordito nel 2004 partecipando appunto a questa serie, nella quale ha interpretato quarantuno episodi fino al 2007.
Dal 2007 è stata scelta come protagonista di un'altra serie, Miriam, in cui ha interpretato la parte della protagonista.

## Filmografia
- Ned - Scuola di sopravvivenza (41 episodi, 2004-2007)
- Miriam (2007)